# Picacho El Oregano
Picacho El Oregano är en bergstopp i Mexiko.   Den ligger i kommunen Santa Catarina och delstaten Nuevo León, i den centrala delen av landet, 700 km norr om huvudstaden Mexico City. Toppen på Picacho El Oregano är 1 961 meter över havet.
Terrängen runt Picacho El Oregano är bergig åt sydväst, men åt nordost är den kuperad. Runt Picacho El Oregano är det tätbefolkat, med 276 invånare per kvadratkilometer. Närmaste större samhälle är Monterrey, 19,5 km öster om Picacho El Oregano. I omgivningarna runt Picacho El Oregano växer huvudsakligen savannskog.